# Sichuanbharal
De sichuanbharal of het dwergblauwschaap (Pseudois schaeferi) is een zoogdier uit de familie van de holhoornigen (Bovidae). De wetenschappelijke naam van de soort werd voor het eerst geldig gepubliceerd door Haltenorth in 1963.

## Voorkomen
De soort komt voor in China.